# Heterusia latior
Heterusia latior là một loài bướm đêm trong họ Geometridae.